# 레이서 앤 제일버드
《레이서 앤 제일버드》(프랑스어: Le Fidèle)는 네덜란드에서 제작된 마이클 R. 로스컴 감독의 2017년 범죄, 드라마 영화이다. 마티아스 쇼에나에츠 등이 주연으로 출연하였다. 74회 빈 국제영화제에서 상영되었다. 90회 아카데미상의 외국어 부문에 벨기에 국가 자격으로 입품되었으나 후보로 지명되지는 못했다.

## 줄거리
어린 시절 경찰에게 쫓기던 기억을 가진 갱스터 지지(Gigi)는 자동차 경주 행사에서 만난 비비(Bibi)에게 수입차 사업을 한다고 속이고 데이트를 시작한다. 둘의 관계가 깊어질수록 지지의 과거와 범죄 경력에 대한 소문은 비비의 의심을 사지만, 지지는 장난처럼 은행 강도 경력을 고백하기도 한다. 둘은 함께 여행을 꿈꾸며 사랑을 키워나가지만, 비비의 아버지로부터 솔직해지라는 압박을 받고 지지는 비비에게 결혼하고 싶다는 진심을 전한다. 
지지와 그의 친구들은 비비의 지인인 은행가를 털 계획을 세우고 실행한다. 지지는 비비와의 사랑으로 인해 범죄에서 손을 떼고 싶어하지만, 동료들은 대규모 강도 계획을 세우고 지지를 도주 운전자로 선택한다. 작전은 성공하지만, 돈에 폭탄이 설치되어 동료 중 한 명이 크게 다치고, 지지는 죄책감에 휩싸인다. 경찰 추적을 피하려다 결국 붙잡힌 지지는 감옥에 가게 된다. 비비는 지지를 향한 사랑을 확인하며 수감된 지지를 찾아가고, 아이를 갖기 위해 노력한다.
그러던 중 지지는 짧은 휴가 중 개에 물려 경찰에 쫓기게 되고, 비비는 그를 숨겨주지만 결국 자수하도록 설득한다. 비비는 난소암에 걸리고, 절망한 그녀는 갱스터들에게 지지를 탈옥시켜달라고 부탁한다. 갱들은 처음엔 그녀를 임산부로 오해하지만, 항암치료로 망가진 비비의 모습을 보고 그녀가 죽으면 지지를 탈옥시켜주기로 약속한다. 비비는 혼수상태에 빠져 죽고, 감옥에 있던 지지는 비비의 사망 소식을 듣고 충격에 빠진다.
동료 수감자들은 지지에게 탈옥 계획을 알려주고, 비비와의 첫 데이트에서 그녀가 했던 "꽃은 싫어요"라는 말을 확인시켜준다. 지지를 보호하기 위해 다른 감옥으로 이송하는 과정에서 탈옥이 이루어진다. 하지만 지지는 비비가 있었던 곳을 떠나고 싶지 않았고, 갱스터들은 지지를 감금한다. 지지는 자신을 납치한 사람들을 죽이고 비비의 포르쉐를 찾아 그녀가 자주 달리던 길을 따라간다. 마지막으로 비비와 나눴던 대화에서 그녀가 자신의 가장 큰 비밀은 불멸이라고 말했던 것을 회상하며 공동묘지로 향한다.

## 출연
- 마티아스 스후나르츠 - 지노 "지지" 바누아르베크
- 아델 에그자르코풀로스 - 베네딕트 "비비" 델아니
- 디미트리 루브리 - 마통
- 샤를리 파스텔뢰르 - 법원장
- 샘 라우이크
- 스테판 드강
- 귀레 날방
- 이고르 반드셀
- 나탈리 반통엘런